# A mondák könyve
A Mondák könyve – Hun és magyar mondák a Romantikus Erőszak együttes 2005-ös albuma.

## Számok listája
1. Hunor és Magyar
2. Acélos karú Keve
3. A Csudakard
4. Isten Ostora
5. Székelyföldi veszedelem
6. Álmos születése
7. Ének a vérszerződésről
8. Hétmagyar
9. Lehel kürtje
10. Turulvérből való Koppány
11. Isten csodái